# Abderrazak Cheraït
Abderrazak Cheraït, né en 1937 à Tunis (protectorat français de Tunisie) où il meurt le 3 novembre 2024, est un homme politique et écrivain tunisien. Il est maire de Tozeur de 1995 à 2008.

## Biographie
Abderrazak Cheraït est un résistant de la première heure, pour avoir créé la première cellule destourienne en 1954, mais aussi un militant de gauche et le fondateur de l'Union des étudiants arabes en France.
Après être passé par l'Institut des hautes études de Tunis, il part à Paris en 1961 pour poursuivre des études bancaires et travailler pendant deux années à la Société générale de banque[Quoi ?]. En 1964, il est recruté par la UGTT et crée la Banque du peuple, une banque syndicale pour slogan « La banque qui prête aux pauvres ». Elle accorde des microcrédits aux jeunes promoteurs et aux coopératives ouvrières. En 1966, la Banque du peuple change de dénomination pour des raisons politiques et devient la Banque du Sud. En 1970, il entre dans le secteur privé, se lance dans l'industrie électrique et créé en 1976 la Société méditerranéenne des travaux électromécaniques (SMTE), en location en 2007. En 1980, il crée la Société tunisienne d'éclairage avec Mazda et Philips.
En 1990, il crée quatre espaces culturels et de loisirs et construit un hôtel cinq étoiles.
Un musée porte son nom et présente l'art de vivre traditionnel (musée Dar Cheraït), un parc d'attractions fait revivre les Mille et Une Nuits, un autre fait revivre l'histoire de la Tunisie ; Chak Wak, accueillant 300 000 visiteurs par an, retrace pour sa part, à travers des sculptures, la création de l'univers.
Élu maire de Tozeur en 1995 et réélu par la suite, il fait de l'oasis un pôle touristique et culturel majeur avec une infrastructure hôtelière et des plans d'aménagements urbains et participe à la conservation du patrimoine de la ville. Alors qu'en 1990 un journal titre « Tozeur, c'est l'horreur », 17 ans et deux mandats plus tard, cette ville du sud « s'est relevée de cette horreur » selon Fawzia Zouari et obtient même le titre de « ville la plus propre de Tunisie ».
Dès son élection, il participe également au rétablissement du circuit économique traditionnel qui avait été caché aux touristes dans les années 1970 parce que jugé trop archaïque. Il quitte son poste de maire de Tozeur en 2008.
Après la révolution tunisienne, il fonde un parti qui est légalisé le 30 mai 2011 : le Parti de la voix de la république. Il est élu à l'Assemblée des représentants du peuple lors des élections du 26 octobre 2014 dans la circonscription de Tozeur sur une liste indépendante. Il apporte également son soutien à Béji Caïd Essebsi en vue de l'élection présidentielle.
Il meurt le 3 novembre 2024 à Tunis.

### Vie privée
Monika Cheraït, son épouse, est une ressortissante allemande.

## Publications
Auteur d'Abou el Kacem Chebbi en 2002, publié aux éditions Apollonia, il y présente le poète Chebbi, lui-même natif de Tozeur.
En 2010, il publie un second ouvrage aux éditions Apollonia, Les enfants du divin. Les Allahistes, portant sur la tolérance et le dialogue des religions monothéistes.